# Schrenkia pungens
Schrenkia pungens är en växtart i släktet Schrenkia och familjen flockblommiga växter. Den beskrevs av Eduard August von Regel och Johannes Theodor Schmalhausen 1877.
Arten förekommer i Centralasien.